# Masterpiece (Mami Kawada)
masterpiece è il settimo singolo pubblicato dalla cantante J-pop Mami Kawada ed è stato pubblicato da Geneon il 4 febbraio 2009. Il brano che da titolo al singolo è stato utilizzato come seconda sigla di apertura della prima stagione della serie anime To aru majutsu no index ed è il terzo brano di Mami Kawada ad essere utilizzato per questa serie, dopo PSI-Missing e Ame. Questo è inoltre il primo singolo di Kawada ad essere prodotto da una compositrice/arrangiatrice di I've Sound, che è Maiko Iuchi, la quale si è occupata inoltre della colonna sonora di Index.
L'altro brano presente nel singolo, jellyfish, è stato utilizzato come colonna sonora dell'episodio 23 della prima stagione di To aru majutsu no index, diventando il quarto brano di Kawada utilizzato in questo anime.
Il singolo è stato distribuito in edizione limitata con CD e DVD (GNCV-0013) e in edizione regolare con il solo CD (GNCV-0014). Il DVD contiene il video musicale del brano masterpiece.

## Lista tracce
1. masterpiece - 4:37
Testi: Mami Kawada
Composizione/Arrangiamento: Maiko Iuchi[2]
2. jellyfish - 4:26
Testi: Mami Kawada
Composizione: Tomoyuki Nakazawa[2]
Arrangiamento: Tomoyuki Nakazawa, Takeshi Ozaki[2]
3. masterpiece (instrumental) - 4:37
4. jellyfish (instrumental) - 4:24

## Accoglienza
Il singolo masterpiece si è posizionato al dodicesimo posto nella classifica settimanale dei singoli di Oricon ed è rimasta in classifica per nove settimane.